# 千面女郎 (電視劇)
《千面女郎》，是朝日電視台根據日本漫畫家美內鈴惠所著的同名經典少女漫畫《玻璃假面》改編而成的電視劇。
在朝日電視台週一劇場播放。女主角北島真夜和姬川亞弓由當時只有15歲的安達祐實和松本惠飾演，劇中的資深女演員角色月影千草由野際陽子飾演，而男主角速水真澄則由田邊誠一出演。
於1997年7月7日至9月15日推出第一系列全11集電視連續劇；於1998年4月13日至6月29日推出第二系列全12集電視連續劇；完結篇於1999年9月30日播放。

## 劇情介紹
注：劇集的情節與原著稍有不同。總的來說，第一部的內容改編自原著的第1—8章，第二部的內容改編自原著的第9—11章，而完結篇的內容則改編自當時仍在連載的原著第12章。

### 第一部
北島麻亞（安達祐實飾）是個十分平凡、學業成績不佳的國中生，與在橫濱中華街的麵店打工的母親相依為命；但是她卻有著驚人的模仿演出的天賦和對演戲的熱情，她看過一次的戲劇的所有細節都能夠完全記下並重新演繹。經常在公園給小孩子演戲的麻亞偶然受到曾名噪一時的實力派女紅星月影千草（野際陽子飾）的賞識，而加入其創辦的「月影劇團」，展開其理想的人生。麻亞在劇團的初期，受盡排斥和屈辱，但是她出於對演藝的熱愛，堅持下去；很快地，她的演藝天份得到展現，並成功試驗了自己在劇團的處女作《小婦人》……與此同時，被喻為演藝界天才少女的姬川亞弓（松本惠飾）看到了麻亞的潛力，並視她為最大對手。
月影千草擁有舞臺劇巨著《紅天女》的版權，大都藝能的總經理速水真澄（田邊誠一飾）為了取得其上演權，出盡一切辦法迫使月影劇團陷入困境。但是當他看到麻亞在演出《小婦人》時的意志和執著，深受感動，不禁匿名送了束紫色玫瑰鼓勵她。真澄成為了麻亞的第一名影迷，並且以後每次麻亞演出時，都會收到一束紫色玫瑰。
月影劇團在大都藝能的打擊后失去原來的場館，被迫轉移到一間寺廟繼續運行。在演出《石頭的微笑》時，麻亞因為得知母親得病而流淚，影響演出，被月影決定逐出了師門。而月影給麻亞的最後一個不逐出師門的機會－－參與大都藝能的《海倫凱勒之奇蹟之人》女主角的甄選，而且是和亞弓一起競爭。麻亞雖然痛恨真澄的大都藝能，但不得不參加。在麻亞最落寞無助的時候，真澄又以紫色玫瑰的身份幫助麻亞重燃鬥志。而此時，真澄的未婚妻鷹宮紫織發現真澄喜歡的是麻亞……
麻亞和亞弓最終都入圍成為女主角，麻亞演繹了一個嶄新的海倫更獲得相當大的好評。在慶功宴上，月影宣布亞弓和麻亞都為《紅天女》的接班人人選；而麻亞也在月影的安排下加入了大都藝能。麻亞從此星路璀璨，卻樹大招風，惹來對她不滿的人都惡意攻擊。櫻小路優（小橋賢兒飾）在麻亞一次身臨險境中出手相救，使麻亞對櫻小路產生了愛意。
真澄為了幫助麻亞宣傳，軟禁了其母親，卻間接害死了她。在鷹宮的鼓動下，麻亞身邊的助手乙部（佐伯日菜子飾）在拍攝的關鍵時刻告訴了麻亞這個消息，使麻亞氣憤出走。而她出走期間和不良青年玩樂的消息經過新聞界曝光，麻亞的形象大打折扣，鷹宮以廣告贊助商身份要求以乙部（佐伯日菜子飾）取代麻亞，麻亞遭到藝能界的開除。此時，麻亞又收到一封鷹宮冒稱是紫色玫瑰的譴責信，令麻亞十分傷心，決意放棄演藝事業。

### 第二部
麻亞在被逐出藝能界后重新振作，為了能夠參與月影劇團的演出，她在學校表演了精心設計的獨角戲，贏回來觀眾的喝彩。之后亞弓和麻亞分別成功演出了《朱麗葉》和《仲夏夜之夢》。亞弓更因此被月影指定為《紅天女》接班人，除非麻亞能夠在一年之內趕上亞弓的成就。
麻亞在月影解散了劇團，尋求加入其它劇團又走投無路的時候，只好參加真澄安排好的《兩個公主》的試鏡。與此同時，鷹宮威脅麻亞剛相認的同父異母哥哥拓也綁架麻亞以阻止她參加試鏡，好在拓也最終良心發現，使麻亞及時趕赴現場，以出色的表現成功獲得與亞弓同臺演出的角色。
經過艱苦的探索和磨練，麻亞和亞弓都終于掌握了其高難度角色的，她們兩人也逐漸產生了深厚的友誼，《兩個公主》獲得巨大的好評。同時麻亞和真澄之間的情愫愈濃。
有導演鬼才之稱的黑沼邀請麻亞參與其舞臺劇《遺忘的荒野》的演出，與其演對手戲的正是櫻小路。麻亞為了體驗狼少女的角色，用盡很多辦法，也無法成功。而哥哥的突然意外身亡，卻使麻亞很好地詮釋到角色的獨特感受。麻亞憑著劇中的表現獲得與亞弓一同前往紅天女的故鄉的資格。
真澄最終得知了未婚妻鷹宮多次對麻亞的行徑，毅然決定與其斷絕關係，並向一直以來喜歡的麻亞告白。麻亞一時惘然，就在她準備前往紅天女故鄉的前夕，麻亞終于發現原來多年來一直默默守護著自己的紫色玫瑰就是真澄……

### 完結篇
月影自知時日無多，所以邀請麻亞和亞弓（中村愛美飾）到紅天女的故鄉進行訓練和較量。速水父子也感來觀看月影的最後一次演出。真澄在河邊與麻亞相遇，他再也不能控制自己的感情，於是吻了一下麻亞。當天晚上，由於迷路和暴雨，真澄抱著麻亞在一間小木屋中過了溫馨的一夜。麻亞和亞弓比試了三次，而月影也做了其落幕表演，最後月影決定麻亞和亞弓同時演出，演繹出自己的紅天女……而麻亞和真澄的感情經歷重重波折後又發生變數？

## 角色
- 北島麻亞 - 安達祐實 飾

原本為一個平凡的國中生，但是有著驚人的演戲才能和熱情，在月影千草的指導下，開始其演藝之路。憑著帶演戲的熱忱執著以及紫色玫瑰先生的支持，克服重重困難，在風雨中前行，攀上人生的巔峰。
- 姬川亞弓 - 松本惠 飾（完結篇為中村愛美飾演）

被譽為天才少女的年輕女演員，外貌出眾，頭腦聰明；父親為著名導演，母親為傑出女影星姬川歌子。雖然身世顯赫，但是對於演藝也十分勤奮和執著，一直將演出《紅天女》作為奮鬥目標。
- 速水真澄 - 田邊誠一 飾

大都藝能的總經理，速水英介的養子。自小歷練成為公司的接班人，在事業上為達求目的不擇手段，被人稱為「冷血」。與鷹宮紫織有婚約。但他當看到麻亞對演藝的執著后深受感動，以紫色玫瑰的身份一直支持和守護著她。
- 月影千草 - 野際陽子 飾

紅透一時的女演員，早年因演出意外導致半邊臉毀容。是尾琦一蓮的《紅天女》版權的繼承者，月影劇團的創辦人。外表冷酷，一心培養出《紅天女》的接班人。
- 櫻小路優 - 小橋賢兒 飾

新生代的優秀男演員，曾為麻亞的同學。一直喜歡著麻亞，也曾與麻亞合作過《遺忘的荒野》。
- 姬川歌子 - 加藤和子 飾

中生代的傑出女演員，曾為月影千草的學生；是亞弓的母親。為人和藹。劇中曾與亞弓和麻亞一起出演《海倫海勒》。
- 小林源造 - 六平直政 飾

月影千草的助手，多年來一直對月影不離不棄。在原版《紅天女》中一人飾演多角，並擔任旁白。
- 小野寺一 - 佐戶井健太 飾

大都藝能的著名導演，同時任教於大都藝能旗下劇團Ondine。為人十分孤傲，向來藐視麻亞和黑沼導演。
- 水城冴子 - 戶川京子 飾

速水真澄的得力秘書，多年來幫助真澄處理了很多問題。很早就發現真澄喜歡麻亞，並鼓勵真澄承認自己真實的感情。
- 鷹宮紫織 - 佐伯伽耶 飾

鷹宮企業總裁的孫女，真澄的女朋友和未婚妻。為人陰險毒辣，發現真澄和麻亞的感情之后，千方百計做出破壞和傷害麻亞。
- 北島春 - 藤真利子 飾

麻亞的母親，原本在橫濱中華街的一家面點打工，家境貧困，后來還因肺結核而被解雇。病情加重后，連雙眼都失明。真澄為了捧紅麻亞而將北島春軟禁，間接害死了她。
- 黒沼龍三 - 羽場裕一 飾

被譽為「鬼才」的導演，脾氣很暴躁，但對藝術十分追求。提攜了麻亞出演他的《遺忘的荒野》而進一步成為《紅天女》的導演候選。
- 風間拓也 - 河相我聞 飾

麻亞的同父異母哥哥，有前科，出獄后改過自新成為一名工人並和妹妹相認。十分關心麻亞卻被鷹宮紫織利用。
- 速水英介 - 筒井康隆 飾

大都藝能會長，真澄的養父。年輕時十分癡迷於月影千草和《紅天女》。

## 制作人員
- 劇本：水橋文美江（第1部：第一話）、野依美幸（第1部：地2—11話；第2部：第4、6—12話）、江頭美智留（第2部：第1—3、5話）
- 演出：西前俊典（第1部：第1—2、5—6、10話；第2部：第1—2、7、9、11話）、今井和久（第1部：第3—4、7—9、11話；第2部：第4—5話）、杉山登（第2部：第3、6、8、10、12話）
- 制作人：佐藤凉一、内山聖子（朝日電視臺）、見留多佳城、元信克則（G・カンパニー）
- 制作：朝日電視臺、

## 主題曲
片頭曲
「Calling」
作詞 - 稻葉浩志 / 作曲 - 松本孝弘 / 編曲 - 松本孝弘、稻葉浩志、池田大介、德永曉人 / 歌 - B'z
片尾曲
「ポーラスター 〜君だけ信じて〜」
作詞 - 土生京子 / 作曲 - 菅原サトル / 編曲 - 菅原サトル / 歌 - 春原佑紀
「ハピネス」 （第2季）
作詞 - 稻葉浩志 / 作曲 - 松本孝弘 / 編曲 - 松本孝弘、稻葉浩志、德永曉人 / 歌 - B'z

## 各集列表
| 話數                                             | 播放日期       | 標題  | 收視率 |
| 第1季                                            | 第1季          | 第1季 | 第1季  |
| ------------------------------------------------ | -------------- | ----- | ------ |
| 1                                                | 1997年 7月7日  |       | 11.0%  |
| 2                                                | 7月14日        |       | 10.5%  |
| 3                                                | 7月21日        |       | 9.5%   |
| 4                                                | 7月28日        |       | 11.7%  |
| 5                                                | 8月4日         |       | 9.6%   |
| 6                                                | 8月11日        |       | 8.9%   |
| 7                                                | 8月18日        |       | 12.1%  |
| 8                                                | 8月25日        |       | 14.8%  |
| 9                                                | 9月1日         |       | 13.4%  |
| 10                                               | 9月8日         |       | 11.7%  |
| 11                                               | 9月15日        |       | 14.9%  |
| 平均收視率 11.6%（Video Research調查，關東地区） |                |       |        |
| 第2季                                            |                |       |        |
| 1                                                | 1998年 4月13日 |       | 12.8%  |
| 2                                                | 4月20日        |       | 10.8%  |
| 3                                                | 4月27日        |       | 10.5%  |
| 4                                                | 5月4日         |       | 10.7%  |
| 5                                                | 5月11日        |       | 9.9%   |
| 6                                                | 5月18日        |       | 12.5%  |
| 7                                                | 5月25日        |       | 11.0%  |
| 8                                                | 6月1日         |       | 10.7%  |
| 9                                                | 6月8日         |       | 11.5%  |
| 10                                               | 6月15日        |       | 11.2%  |
| 11                                               | 6月22日        |       | 10.8%  |
| 12                                               | 6月29日        |       | 13.6%  |
| 平均收視率 11.3%（Video Research調查，関東地区） |                |       |        |

## 外部連結
- （繁體中文）千面女郎介紹：第一部、第二部
- （英文）千面女郎介紹：第一部（页面存档备份，存于）、第二部（页面存档备份，存于）、特別篇（页面存档备份，存于）

| 朝日電視台 週一劇場 | 朝日電視台 週一劇場                 | 朝日電視台 週一劇場 |
| ------------------- | ----------------------------------- | ------------------- |
|                     | 千面女郎 （1997.7.7 - 1997.9.15）   |                     |
| 二人                | 實習醫生菜菜子                      |                     |
| 朝日電視台 週一劇場 |                                     |                     |
| 戀愛Y世代           | 千面女郎2 （1998.4.13 - 1998.6.29） | 甜蜜的恶魔          |